# Aitor Gabilondo
Aitor Gabilondo (San Sebastián, 1972) è uno sceneggiatore spagnolo.
È uno dei più importanti creatori di narrativa audiovisiva in Spagna, con serie di grande successo come Il Principe - Un amore impossibile, Aquí Abajo e Vivere senza permesso.

## Carriera
Ha iniziato la sua carriera come sceneggiatore di programmi televisivi (ETB, Canal +) e radio (La Ventana, de la Cadena Ser). In seguito ha continuato a lavorare come autore di narrativa in serie come Periodistas, El Comisario o Genesis, nella mente dell'assassino, tra gli altri. Ha anche sviluppato il genere di film per la TV con titoli come Mónica, El tránsfuga, El 10 a la espalda o Carta mortal, tutti prodotti dalla British Carlton TV in associazione con Mediapro.
Nel 2006, insieme ad altri scrittori, ha fondato la società di produzione di contenuti Gingobiloba, che è stata rapidamente assorbita dal Grupo Zeta. 
Nel 2017, insieme a Mediaset España, ha fondato ALEA MEDIA, da cui, con un team di professionisti esperti del settore, ha intrapreso un marchio di sviluppo audiovisivo con una propria etichetta in cui si adattano vari progetti. Vivere senza permesso, la storia di uno spacciatore galiziano a cui viene diagnosticato l'Alzheimer è la prima produzione di ALEA MEDIA. Ripete nel cast il tandem di Il Príncipe, con José Coronado e Álex González. Allo stesso tempo, prepara quella che sarà la prima produzione di HBO in spagnolo: l'adattamento di Patria, il romanzo di successo di Fernando Aramburu sul conflitto basco. Sviluppa anche una nuova serie per Telecinco: Madres, con protagonista Belén Rueda.
Nel 2018 esce Vivere senza permesso su Telecinco, con Jose Coronado e Álex González come protagonisti, la serie spagnola più vista della stagione.